# Фокин, Игнатий Иванович
Игна́тий Ива́нович Фо́кин (19 декабря 1889, Киев — 13 апреля 1919, Брянск, Орловская губерния) — русский революционер, большевик, руководитель борьбы за установление Советской власти в Брянске, председатель Брянского Совета рабочих и солдатских депутатов (1917), первый председатель Брянского уездного исполкома (1917–1919).

## Биография

### Молодость
Родился в семье паровозного машиниста Мальцевской железной дороги, Ивана Васильевича Фокина (род. 1862), и его жены Антонины Михайловны Смеловой (1862–1915) в Киеве. Отец, по воспоминаниям сестры Игната, Анны, имел лёгкий и весёлый характер. На своём паровозе Иван провозил нелегальную литературу, шрифты для подпольной типографии, располагавшейся в подвале дома Фокиных, и самих революционеров, которые иногда задерживались у Фокиных. Иван Васильевич переехал в Киев в 1883 году, однако спустя год был призван в армию. В 1889 году с семьёй возвращается в Киев, где поселился в доме приказчика Игнатия Даниловича Литвинова. Там у них родился сын названный так же Игнатием. Из-за работы отца, семье приходилось жить в поездах. Так в 1893 году Иван отправился в Кёнигсберг как специалист-машинист.
В Людиново, где Игнат провёл свою молодость, семья вернулась либо в 1894, либо в 1896 году, поселившись дома у бабушки Игната. С 9 лет обучался в земской школе, а спустя 3 года обучения перешёл в Людиновское двухклассное министерское училище, проявляя способности к учёбе. Там он, благодаря своему учителю Алексею Фёдоровичу Павлову, члену РСДРП, познакомился с социалистическими идеями. Он также подвергся атеистической пропаганде, что повлекло за собой семейный конфликт с глубоко верующей бабушкой, но по итогу Игнат остался верен идеям, находясь при этом в хороших отношениях с семьёй. К примеру, мать Игната оказывала ему всяческую поддержку, особенно в годы его заключения. Павлов в будущем стал соратником Фокина в деле партийной организации в Людиново. С 1906 работал на Людиновском заводе чертёжником главной конторы, где уже занимался социалистической пропагандой. Со слов дочери, которая в свою очередь пересказывает слова друзей отца, он читал Максима Горького, Некрасова, научил сестру петь «Смело, товарищи, в ногу». Как вспоминает сестра, после смерти матери в 1915 он её нянчил.

### Начало революционной деятельности и заключения в тюрьму

#### Революция 1905—1906 годов
В начале 1905 года в России начались беспорядки. Затронули они и Орловскую с Калужской губернии. В Людиново большевиками была восстановлена Людиновская социал-демократическая организация, разгромленная в 1903 году. К лету обстановка в Людиново начала накаляться — началась подготовка к вооружённому восстанию. 8 июля жиздринский исправник доносил губернатору об «усиленном брожении умов» в Людинове, о сходке трёхсот рабочих в лесу и о принятом на ней решении «приступить к уничтожению местных властей и чинов заводской администрации при посредстве взрывчатых бомб». В Людиново был выслан отряд из сотни казаков, были проведены обыски и аресты. 29 октября произошло столкновение революционно настроенных рабочих с полицией и черносотенцами.
Тогда же в Дятьково состоялась первая Мальцовская районная конференция РСДРП, на которой был организован Мальцовский районный комитет партии, на которой в качестве делегата от людиновской организации присутствовал Фокин. Уже тогда он был главой Людиновского заводского комитета РСДРП (о «крайне опасном настроении» в котором писал жиздринский исправник). В конце 1905 начались расправы над революционерами. Несмотря на это, весной 1906 года активную деятельность начала вести Людиновская организация РСДРП. Вместе с ней активизировался и Фокин: к маю 1906 им были написаны две прокламации, выпущенные Мальцовским райкомом.
26 июля 1906 года на Людиновском заводе прошёл митинг, рабочие требовали отставки мастера литейного цеха и освобождения арестованных. Там же 1 августа из-за сокращения 300 рабочих литейно-механического и кузнечного цехов была объявлена забастовка, в ответ на что администрация завода заявила, что если она не прекратится, завод будет закрыт на 5 месяцев. Большевиками, включая Фокина, был начат сбор средств в пользу сокращённых рабочих. Игнат начал набирать популярность среди рабочих.
В начале 1906 года из Орловско-Брянского комитета РСДРП выделился Брянский окружной комитет, объединивший в себе социал-демократические организации Мальцовщины, Брянска и Бежицы, в котором начал активную роль играть Игнат. На совещании социал-демократов в Людиново решается вопрос о переносе Мальцовского райкома партии из Дятьково в Людиново, а Игната избирают его секретарём. Им же оборудуется типография. Летом он был избран Брянской окружной конференцией в окружной комитет. По заданию партии вёл нелегальную работу на заводах Брянского уезда, проводил кружковые заседания, лекции, беседы. Брянским окружкомом начала издаваться газета «Голос пролетариата», а Мальцовской организацией — «Мальцовский рабочий», одним из редакторов и составителей которых был Фокин, который тогда же из Москвы привёз типографию и начал сам печатать прокламации. Игнатом велась активная агитация и пропаганда: проводились заседания заводских комитетов РСДРП, распространение революционной литературы, выступления на «уличных кружках», создание фальшивых паспортов и проведение «воспитательной и организационной деятельности» среди рабочих и крестьян. Он заведовал партийной печатью и кассой.
В 1907 году, во время выборной компании во вторую Думу, отправляется в Жиздру к своему брату, сидевшему в тамошней тюрьме. Там он знакомится с Агриппиной Смирновой-Полетаевой, его будущей женой, работавшей учительницей  Огорьской земской школы. С её помощью он устанавливает организационные связи с деревнями Огорской, Пупковской и других волостей Жиздринского уезда. Они развёртывают работу в среде молодёжи и начинают активную пропаганду, Смирнова-Полетаева создаёт библиотеку, занимается распространением революционной литературы и организует социал-демократический кружок из крестьян села Огорь и прилежавших деревень. По воспоминаниям Смирновой-Полетаевой, после её отъезда в деревню, общение с Фокиным прекращается, однако начинается переписка, в которой ими велось обсуждение организационных вопросов в деревне.
После разгона II Думы в Жиздринский уезд были направлены 120 пехотинцев Ингерманландского 9-го полка, полиция начала активную деятельность. Несмотря на это Игнат Фокин продолжал активную партийную работу. 25 декабря на квартире Фокина была проведена Мальцовская конференция, на которой собрались председатели уличных кружков и заводских комитетов. После планировалось проведение заседания Брянского окружного комитета, однако из-за снежной погоды его члены не смогли собраться.

#### Первое заключение в тюрьму
Из-за активной деятельности полиция установила за Фокиным наблюдение. Начались обыски; в квартире Игната было обнаружено 3 пуда революционной литературы, в том числе труды Ленина и А. Н. Баха, револьвер, кассовые отчёты комитетов партии, номера газет «Искра», «Пролетарий» и «Вперёд», 8 фунтов шрифта и переписка с местными социал-демократическими организациями, по итогу чего 28 декабря он был арестован. Во время обыска у Игната была обнаружена адресная книжка, из-за которой 29 декабря было арестовано до 30 человек, в том числе Смирнова-Полетаева и Павлов. Помимо них, также были арестованы приезжие социал-демократы из Бежицы и Радицы, связи с которыми имел дядя Игната, также арестованный. Всё это сопровождало убийство людиновского полицейского надзирателя, произошедшее либо до ареста(27 или 28 декабря), либо после (30 декабря). Арестованные были заключены в Жиздринскую тюрьму,а уже 16 января Игнат был переведён в Калужскую тюрьму. В ноябре 1909 года начался суд, по результатам которого Игнат и остальные были приговорёны по ст. 129 Уголовного Уложения к 2 годам заключения в крепости с зачётом 1 года предварительного заключения. В заключении он продолжает заниматься самообразованием по составленной им же программе.

### После первого заключения
30 ноября 1910 Фокин вышел из тюрьмы. Смирнова-Полетаева вспоминает: «...Игната я не узнала: передо мною был не цветущий юноша, каким он пришёл в тюрьму, а старик с угрюмой "отчаявшейся" физиономией». Он вновь устраивается на Людиновский завод и продолжает агитационную и пропагандистскую работу: организует библиотеки, создаёт кружок самообразования в Людиново, а затем организует раскол в нём на социал-демократов и эсеров; последние покидают кружок, а социал-демократы присоединяются к РСДРП. Игнат наладил связь кружка с Московским комитетом РСДРП, им выпускались революционные листовки и было выдвинуто предложение об организации стачки на всех заводах Мальцовщины. Также Игнат от имени кружка связался с Короленко и смог выпросить того выслать кружку свои книги.
1 января 1911 года Игнат прибывает в Радицу. Из-за того, что не было извещено о его прибытии в Брянский уезд, бывшем тогда на усиленной охране, Фокина вновь арестовывают и высылают в Жиздру на 2 недели. Полиция продолжает слежку за Фокиным, вследствие чего, а также из-за желания сменить работу (до этого Игнат работал конторщиком с жалованием в 15 рублей), он уезжает сначала в Ивот, где работает на фабрике, а в июля 1911 — в Цементное, где устраивается на завод чертёжником, и продолжает свою политическую деятельность. Там он пытается вести агитационную работу и организовать стачку, но большинство рабочих цементного завода были неорганизованными крестьянами, по итогу чего ничего не вышло. Игнат отправился в Бежицу на районный съезд. Не сумев сагитировать людей на стачку, Игнат, как вспоминает Смирнова-Полетаева, впадает в депрессию и пытается запить.

### Второе заключение и ссылка
Осенью 1911 Игната призывают в армию и он отправляется в Жиздру. Из-за слабости зрения на службу в армию он не был принят, однако был отправлен в тюрьму за организацию кружка в Людиново и угрожающее письмо, которое он, по обвинению, отправил администрации Людиновского завода. Письмо предположительно на самом деле было написано анархо-коммунистами, чьи идеи Фокиным презирались — он считал их мёртвыми. Во время заключения Игнат узнал, что крайне левое крыло партии не собирается участвовать в выборах в Думу и, хотя сам был отзовистом, осудил данное действие, так как находился в заключении и не мог ничего предпринять. Уже в октябре 1912 он был оправдан жиздринским окружным судом, но был отправлен в ссылку в Вологодскую губернию, так как был членом РСДРП(б).
Игнат был сослан сначала в Сольвычегодск, а после переведён в Великий Устюг. Там он продолжал заниматься самообразованием, а также организовал кружок, в который входили другие политические ссыльные. Через кружок он поддерживал связи с Людиново, где в августе–сентябре 1913 года была проведена ранее планировавшаяся забастовка.

### Вновь на свободе
17, либо 18, декабря 1913 Игнат из ссылки переехал в Москву, а оттуда вернулся в Людиново. В конце 1914 года там проводит собрание небольшая организация РСДРП(б), где решается вопрос о распространении газеты «Правда» и отказе от меньшевистской газеты «Луч», а после был избран комитет, в который вошли только большевики. В Людиново произошёл окончательный раскол большевиков и меньшевиков. Из-за полицейских преследований Игнат прекращает работу в Людиново и уезжает в Санкт-Петербург, где сначала работает на металлическом заводе в Выборгском районе чертёжником, на котором позже организует предвыборную кампанию в больничную кассу, в которую сам и устраивается, а также организует ячейку большевиков и продолжает активную партийную работу. Читает лекции по страхованию на других заводах. Игнат пытается создать объединение чертёжников, пишет в журнале «Конторщик и Чертежник». В конце июля 1914 начинается Первая Мировая война, а уже конце августа члены Петербургского комитета РСДРП были арестованы. Их арест поспособствовал партийному росту Игната. В октябре был сформирован новый состав комитета, куда вошли Б. И. Иванов, В. В. Куйбышев, К. И. Шутко и И. И. Фокин, под псевдонимом Пётр. Также Игнат входил в состав Русского бюро ЦК РСДРП.
В Ораниенбауме в конце июля или начале августа 1915 года состоялась Петроградская конференция большевиков, на которой с докладом об отношении к войне выступил Игнат Фокин. Он же проводил кампанию с директивами Петроградского комитета против выборов в военно-промышленные комитеты, окончившуюся провалом. В Петрограде Фокин поддерживает дружеские связи с людиновскими большевикам М. Ф. Соколовым и П. П. Захаровым. 31 января Игнатом Фокиным и В. Н. Залежским был создан «Страховой совет», который централизовал работу больничных, заводских и фабричных касс.
В конце 1915 года Петербургский комитет партии был разгромлен, а Фокин стал одним из его руководителей. Зимой в Петрограде прошла массовая забастовка рабочих, активизировавшая полицию. 9 февраля 1916 Фокина опять арестовывают и держат в Крестах, однако обыск и допрос не увенчались для полиции успехом, и после отбывания трёхмесячного срока ему предлагают поселиться в любой части России, за исключением 52 университетских, столичных и фабричных городов. Игнат выезжает сначала в Дятьково, где работал его отец. Но там он в очередной раз был арестован и отпущен с требованием выезда из Орловской губернии. 10 мая он выезжает в Самару, но там был встречен прохладно, и 31 мая он прибывает в Саратов, где «бьётся пульс рабочей жизни» и имеются связи. В Саратове он под псевдонимом принимает участие в издании журнала по страхованию, работает секретарём на бирже труда сельскохозяйственных рабочих, затем переходит на легальное существование и работает секретарём в больничной кассе деревообделочников. Вновь начинает активную политическую деятельность: выступает с антивоенным докладом на заводе «Жесть», устанавливает связи с Михаилом Ольминским и Юрием Милоновым, создаёт литературный кружок. Под руководством Фокина создаётся страховой комитет, объединявший больничные кассы. На его место жительства совершается полицейская облава, однако Игнату удаётся бежать и скрыться на несколько дней. По итогу в ночь на 21 октября 1916 года его вновь арестовывают. При обыске у него находят 50 экземпляров сборника «Под старым знаменем» и приговаривают к ссылке ― в этот раз в Сибирь, Иркутскую губернию. Но ссылка не состоялась, так как началась Февральская революция 1917 года и в Новониколаевске 8 марта он был освобождён.

### В преддверии Октябрьской революции
Фокин возвращается сначала в Петроград, а в апреле уже в Брянск в качестве партийного организатора, когда в нём проходила Первая районная конференция советов и профессиональных организаций. По дороге до Брянска Игнат заехал в Людиново, где 12 апреля был избран делегатом на VII Всероссийскую конференцию РСДРП(б).
19–21 апреля 1917 года в Москве проводится 1-я Областная конференция РСДРП(б) Центрального промышленного района, делегатом которой был Фокин. На ней были одобрены Апрельские тезисы, избрано Областное бюро РСДРП(б), в состав которого как уполномоченный бюро по Орловской губернии вошёл Фокин. Конференция была прервана тем, что большинство делегатов, включая Игната, должны были выехать в Петроград на Всероссийскую конференцию большевиков, которая состоялась 24 апреля.
Фокин активно участвовал в пропаганде решений Апрельской конференции среди большевиков и трудящихся. В начале мая в Бежице было созвано собрание большевиков, которое по итогу присоединилось к «Ленинским лозунгам». Всего в мае и июне Фокин прочитал в Брянске и округе около 26 лекций, докладов, рефератов перед рабочими и солдатами. Под руководством Игната в Бежице создаётся большевистская организация, которая к 5 июля объединила 250 человек. 28 мая 1917 года в Брянске состоялось учредительное собрание большевиков, где с докладом выступил Игнат, а также был избран временный Брянский комитет РСДРП(б). На протяжении весны Фокин активно участвовал в создании первых советов на Брянщине. 16 июня 1917 года состоялось общегородское собрание большевиков, избравшее постоянный Брянский комитет РСДРП(б), в который вошёл Фокин.
18 июня  в Бежице под лозунгами «Вся власть Советам!» и «Долой империалистическую войну!» прошёл митинг. На нём собрались 5 000 человек, перед которыми с критикой политики Временного правительства выступил выступил Игнат Фокин. На последовавших перевыборах 27 июня большевики получили 53 места в Совете и 5 в исполкоме. В июле Фокин занимался организацией партийной работы в Почепе, где большевики на тот момент отсутствовали. 16 августа Игнат был избран в Брянскую городскую думу вместе с 6 другими большевиками.
Началась активная деятельность Фокина в местных органах власти. 28 или 29 августа на заседании Брянского Совета рабочих и солдатских депутатов была принята его резолюция, которая гласила, что выступление Корнилова — это попытка контрреволюции захватить власть, а сам Корнилов — это изменник Родины и марионетка в руках имущих классов. 11 сентября на экстренном заседании Брянского Совета была принята резолюция Фокина, осуждавшая действия Временного правительства по отношению к корниловщине.
24 сентября в здании Брянского комитета РСДРП (б) открылась первая Орловская губернская конференция. На следующий день там с докладом выступил Игнат. Были приняты его резолюции об установлении рабочего контроля, формировании Красной гвардии и укреплении рабочей милиции, в будущих ставших одной из опор установления советской власти. Были созданы двухнедельные курсы пропагандистов-агитаторов, избраны делегаты бюро губкома, выдвинуты кандидаты в Учредительное собрание.
29 сентября прошли перевыборы в Брянский Совет. Председателем, его заместителем (Фокин) и секретарём были избраны большевики. 13 октября на заседании Брянского Совета была принята резолюция большевиков по поводу немедленного созыва II съезда Советов. 20 октября на экстренном заседании исполкома Брянского Совета в городе был образован «революционный центр» во главе с Фокиным, а 24 октября в Бежице — комитет опасения революции (позднее ревком), которым запрещалось распространение буржуазных изданий, создавалась Красная гвардия. Игнат Фокин становится председателем Брянского Совета, а его ближайшими помощниками: Г. Г. Панков и М. М. Кульков. После был избран председателем Военно-революционного комитета.

### Октябрьская революция
Вечером 26 октября в Брянск поступили известия о свержении Временного правительства. Красной гвардией в Брянске были захвачены почта, телеграф, казначейство, склады с оружием и железнодорожные вокзалы. 29 октября прошло экстренное заседание Городской думы, где Фокин полемизировал с её предыдущим председателем, меньшевиком Товбиным. Также он посещал промышленные центры района, где занимался пропагандой. 1 ноября состоялось собрание членов Орловского Совета рабочих и солдатских депутатов, на котором обсуждали вопрос о переходе власти к Советам. На нём продолжалась полемика между большевиками и меньшевистско-эсеровским блоком. По итогу собрания была принята резолюция большевиков, предложенная Фокиным, провозглашавшая установление власти Советов.
3 декабря состоялся уездный съезд Советов, завершивший установление советской власти на Брянщине. На нём был избран Совет Народных Комиссаров Брянского промышленного района, председателем которого стал Г. Г. Панков. Игнат отправляется в Петроград, где работал секретарём фракции большевиков на Учредительном собрании. После разгона Учредительного собрания Игнат работал в бывшем министерстве внутренних дел, в отделе местного хозяйства. Ему предлагают организацию департамента (земледелия) будущего комиссариата, но он решает вернуться в Брянск.

### Советская власть
22 февраля 1918 г. с докладом о военном положении на экстренном заседании Брянского Совета выступил Савицкий. Участники заседания под предводительством Фокина обратились к населению с призывом «К оружию!» Результатом стало формирование Брянского революционного отряда, а также революционного батальона в Трубчевске, отрядов в Бежице, Севске, Карачеве. В Брянск приезжает нарком по военным и морским делам Н. И. Подвойский и вместе с Игнатом Фокиным реорганизует военные учреждения и создаёт военный комиссариат, возглавлявший формирование частей Красной Армии.
25 февраля Брянский районный съезд Советов рабочих, крестьянских и красноармейских депутатов, в том числе и Игнат Фокин, принял резолюцию, отвергавшую германские условия мира, в то время как Карачевский Совет и комитет рабочих Дубровской шпагатной фабрики наоборот заявляли о необходимости принятия мира. 3 марта мир был подписан, но споры в Совете не прекратились. 10 марта на съезде Советов был рассмотрен доклад Фокина о войне и мире и 10 марта Чрезвычайный Брянский районный съезд Советов поддержал Брестский мир.
В Брянске были распущены земская и городская управы. Игнат занимается организацией советских отделов: народного образования, здравоохранения и земельного. Он принимал участие в руководстве Чрезвычайного Военного Штаба, регулировал сбор 10-миллиардного налога с буржуазии. По его инициативе в Брянске организуется комитет по народному образованию, в котором он руководит всей работой. Совместно с Игнатом были разработаны новые правила внутреннего распорядка БМЗ, один из первых документов трудового законодательства новой власти, что было оценено Лениным.
В мае 1918 вновь состоялся уездный съезд Советов, на котором был избран исполнительный комитет, а его председателем — Игнат Фокин. 27 июня Игната избрали председателем президиума районного Совета рабочих, крестьянских и красноармейских депутатов. На первом заседании исполкома была упразднена Городская дума и Бежицкий Совет, где по большей части заседали меньшевики, эсеры и кадеты. Московское областное бюро решает перевести Игната в Орёл, однако Брянский комитет РКП (б) смог его отстоять, и он остался в Брянске.
11 июня 1918 г. Игнатом Фокиным при уездном исполкоме организуется комбед. Также в июне создаётся Брянский районный Совет народного хозяйства, ознаменовавший начало отделения Брянской губернии. 17 августа отряд ЧК арестовал весь состав исполкома Бежицкого Совета и отправил его в Брянск. Фокин осудил эту акцию, но, несмотря на это, Бежицкий Совет не избирался до ноября.
В конце лета 1918 им организуется союз учителей-интернационалистов и  уездный отдел, а после, Совет народного образования, которым он заведует до октября. Игнат занимался пропагандой идеи всеобщего образования среди учителей и интеллигенции, посещал учительские съезды и школы, выступал перед детьми. В первую годовщину Октябрьской революции под его руководством исполкомом детям были выданы подарки. По его предложению в бывших помещичьих усадьбах создавались детские колонии и санатории. Фокин уделял внимание работе с молодёжью и женским вопросом: был проведён первый уездный съезд работниц и крестьянок; он выступал на московском съезде Советов рабочей и крестьянской молодёжи. 1 февраля 1919 года из Брянского городского комитета РКП (б) была выделена группа коммунистов во главе с Фокиным для работы среди молодёжи.
После покушения на Ленина по предложению Фокина создаётся Временный военно-революционный комитет, в который вошли сам Игнат, Михаил Кульков и Борис Волин. Из Советов исключаются все меньшевики и правые эсеры. Была организованна совместная борьба уездного исполкома, бежицких большевиков и ВЧК против антибольшевистских элементов, в том числе анархистской ячейки.
16 октября прошёл X Брянский уездный съезд Советов, на котором обсуждался вопрос деревни и продовольствия. На нём выступил Фокин с докладом о текущем моменте и поставил вопрос о развитии сельскохозяйственного производства. Игнат предложил обследовать и улучшать почвы под сельскохозяйственные культуры, раскорчёвывать запущенные земли.
14 февраля проходит совещание активных партийных и советских работников, на котором обсуждался вопрос о борьбе с разрухой. Было написано воззвание «Всем волостным и сельским Советам, всем комитетам коммунистов г. Брянска и уезда», подписанное Фокиным, в котором предлагалось с 20 февраля по 20 марта провести месячник борьбы с разрухой. Через несколько дней Игнат, выступая на Елисеевской волостной конференции, призывал крестьян включиться в борьбу с разрухой, усилить вывозку дров. На XI Брянском уездном съезде Советов Фокин заявил, что для создания крепкой армии необходима хорошая промышленность и продовольствие.

#### Восстание Брянского гарнизона
К началу марта в брянском гарнизоне (он в то время квартировался в Льговском посёлке) сложилась напряжённая обстановка, вызванная перебоями со снабжением, заболеваниями сыпным тифом и насилием со стороны ЧК. 11 марта перед гарнизоном выступил комиссар 3-й бригады Жилин, однако после выступления солдаты начали требовать хлеба, сапог и разрешения у Жилина на проведение митинга, но тот отказал. Однако 12 марта в казармах гарнизона из-за недостатка обмундирования и продовольствия в 2 часа дня начался митинг. Тогда в казармы дивизионов на Трубчевской улице(ныне Красноармейская) был отправлен Г. Г. Панков, который должен был призвать артиллеристов готовить орудия для стрельбы по восставшим, однако те отказались и организовали митинг в поддержку восставшего гарнизона. Попытки партийного и военного руководства успокоить митингующих оказались безуспешными. После митингующими были ограблены оружейный, продовольственный и вещевой склады, началось разграбление прилегающего посёлка Льговский, были заняты вокзал станции Брянск и шоссе, ведущее из Брянска в Орёл. Очевидец событий, Иосиф Волынцев, на допросе рассказал, что был свидетелем того, как солдаты гарнизона шли устраивать еврейский погром. Был сформирован гарнизонный комитет, а начальник гарнизона не смог противодействовать восставшим .
В час ночи 13 марта к бунтующим был направлен бронепоезд с комиссаром Жилиным для умиротворения. Но по итогу завязалась перестрелка, Жилин скомандовал открыть пулемётный огонь, но был ранен, а позже скончался. По воспоминаниям Киреева, тогда же в ночь с 12 на 13 брянскими большевиками была организована «пятёрка» для руководства военными действиями, куда вошёл и Фокин. Был собран отряд из 300 человек во главе с Кульковым, который должен был занять Чёрный мост (мост через реку Десну, соединявший Брянск с Льговским), однако этому воспротивился караульный батальон числом около 150 человек, который был уговорён отправится назад в город. На мосту был оставлен караулов из вооружённых коммунистов. Также была отправлена группа под руководством Киреева к реке Снежке. Большевиками ожидалось, что мятежники утром начнут удар по городу. Они отправляли просьбы о военной помощи в Орёл, Калугу, Курск, Смоленск, Унечу и Москву. Для умиротворения восставших и оттягивания наступления, к гарнизонскому комитету был отправлен представитель от комсостава и делегация рабочих арсенала. Тогда же восставшими были сформированы отряды, которые должны были по железной дороге отправится в Навлю и Комаричи для грабежей и организации еврейских погромов. Уже к вечеру мятежники добрались до Комаричей. Задержать наступление гарнизона на Брянск удалось и в 2 часа дня в город прибыло подкрепление в виде роты орловских курсантов. Однако гарнизон начал планировать наступление уже вечером.
Мятеж был дипломатично усмирён 14 марта делегацией от рабочих Брянского Мехартзавода. По иной версии бунт был усмирён лично Фокиным, выступившим перед взбунтовавшимися солдатами, в честь чего Льговский посёлок (ныне Фокинский район Брянска) и Чёрный мост были названы его именем. Бунт прошёл без особого кровопролития, хотя пострадавшие и убитые были. На следующий день по Брянщине прокатилась волна антибольшевистских восстаний. Большевиками были разоружены артиллеристы, квартировавшиеся в казармах на Трубчевской (однако только после перестрелки), и караульный отряд. Отряды большевиков начали брать под контроль Льговский посёлок.
На VIII съезде РКП(б) в докладе о партийной программе 19 марта Ленин заявил, что над организацией восстания гарнизона в Брянске работали меньшевики, а само оно входило в "общий план", связанный с мартовским наступлением белогвардейцев.

### VIII съезд РКП(б), смерть и похороны
На V Орловской губернской конференции РКП(б) был избран делегатом на VIII съезд РКП(б). Там он входил в состав организационной и аграрной секций. Он был в числе кандидатов в Президиум съезда от петроградских делегатов, однако его кандидатура была заменена на Е. А. Преображенского. Также была сменена его кандидатура в комиссию по ревизии отчётности ЦК. В Москве Фокин и его беременная жена заразились тифом. Жена выздоровела, а Игнат умер в 19:53 13 апреля 1919 года в Брянске.
Брянской организацией было созвано экстренное заседание Президиума Уисполкома, на котором его временным председателем был избран Я. И. Алкснис. Похороны Фокина были назначены на 17 апреля, в день Ленского расстрела. 14 апреля было созвано экстренное общее собрание всех членов Брянской партийной организации. На нём среди прочих выступил Г. К. Шоханов, известив о постановлении Уисполкома, в котором сообщалось об установке Игнату памятников в Брянске и Людиново, строительстве «пролетарского дворца-университета» имени Фокина и переименовании Петропавловской улицы в улицу т. Фокина.
Ответственным за них назначался временно исполняющий обязанности Председателя Уисполкома Алкснис. Похороны начались с чрезвычайного заседания Брянского Уездного Исполнительного Комитета, где должны были собраться члены РКП(б) и члены организации сочувствующих в количестве 200 человек. На нём было принято решение об увековечении имени Фокина. Похоронную процессию сопровождал духовой оркестр и почётный караул членов Отдела Управления Исполкома, а заканчивалась она речами представителей организаций и гарнизона. Сам Игнат был похоронен в Семёновском парке, в будущем переименованном в честь Фокина. Похороны собрали около двадцати тысяч человек, став одним из самых массовых мероприятий Брянска того периода. Похороны Фокина сыграли важную роль в установлении его культа личности.
02 июня 2024 года останки Игната Фокина был перезахоронены на Аллее почетного захоронения Советского кладбища в городе Брянске. https://www.youtube.com/watch?v=EovCq74MWsM

## Семья

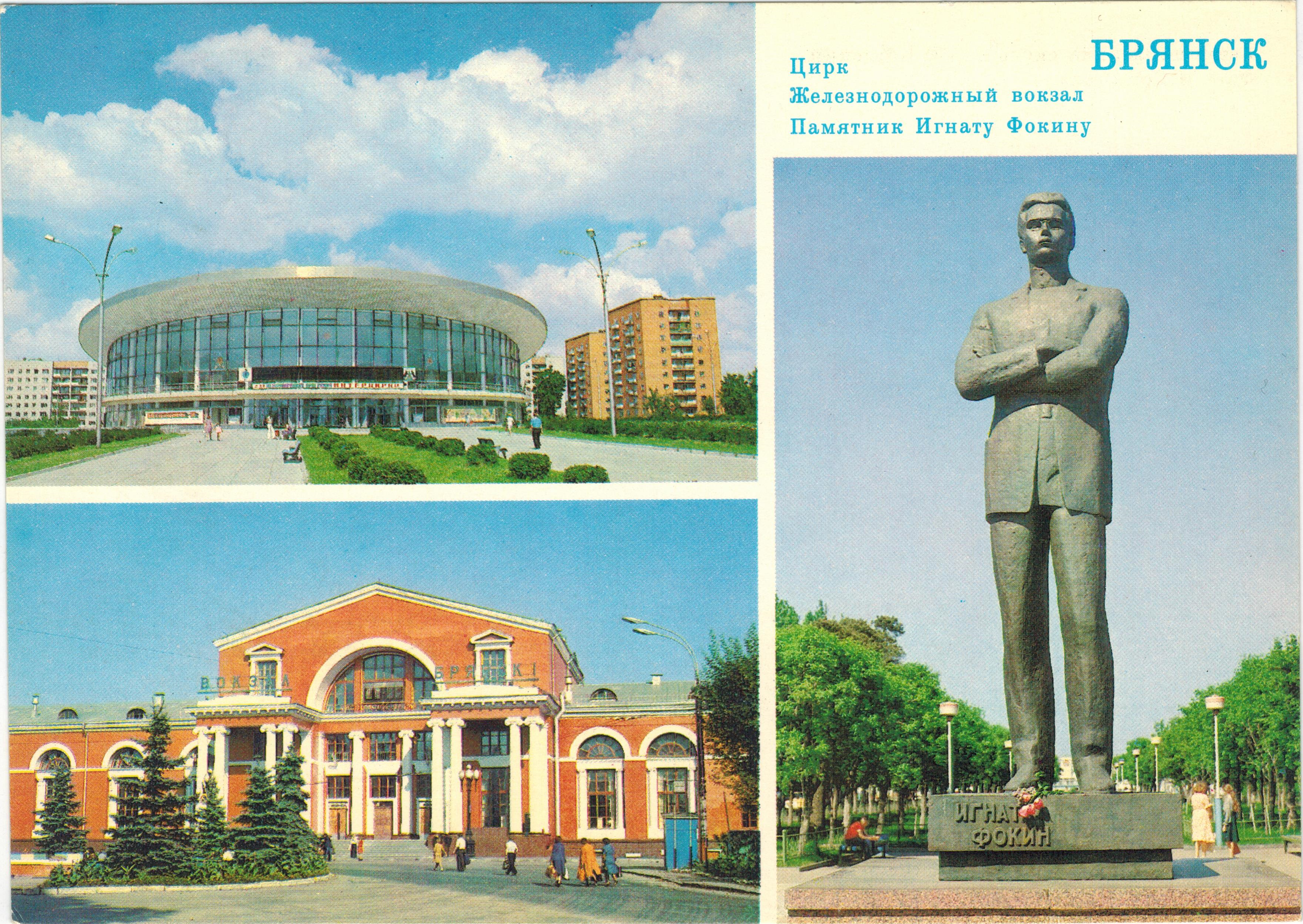
Памятник Игнату Фокину на почтовой открытке 1983 года.

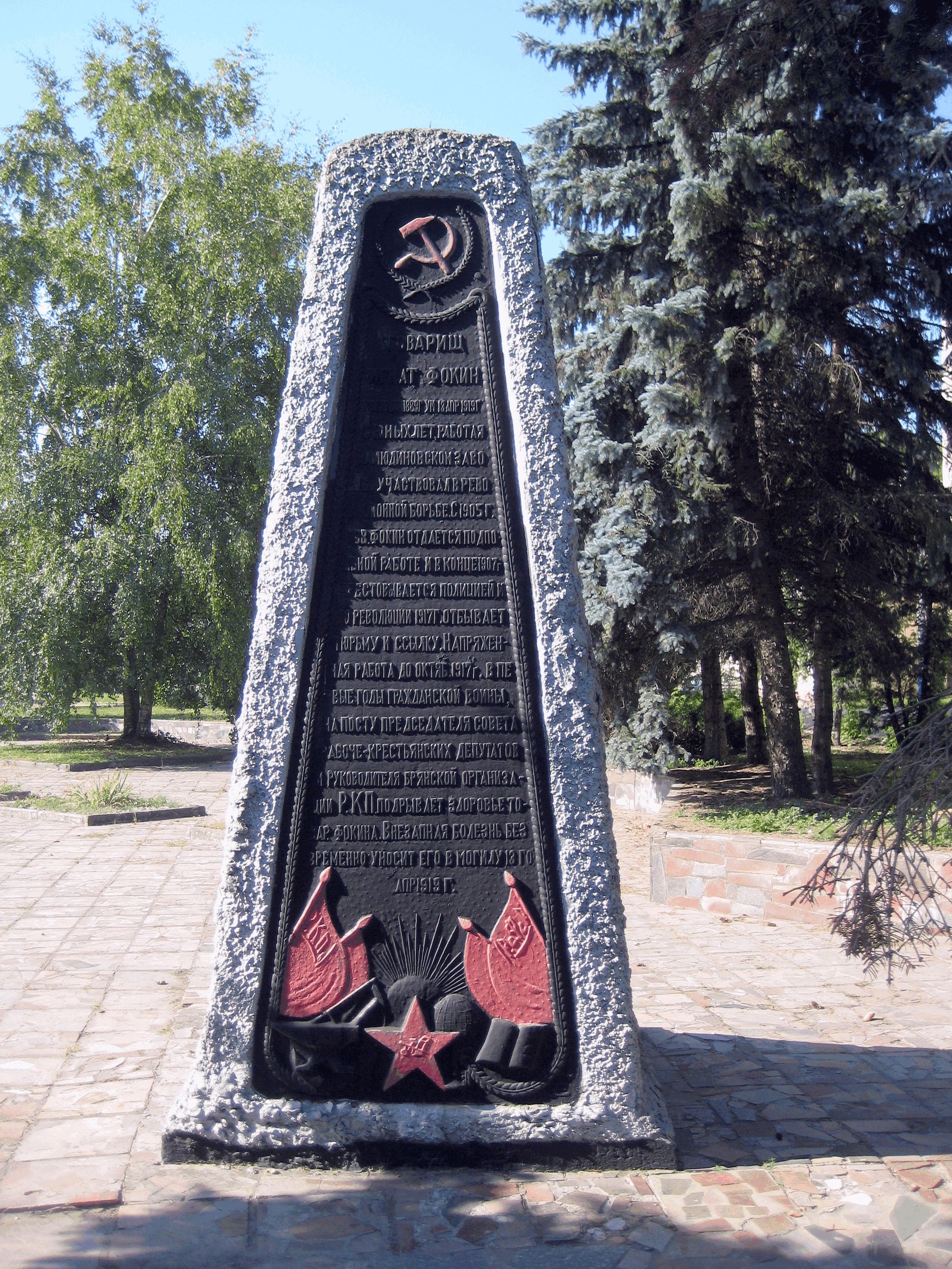
Памятный знак на могиле И. Фокина в Брянске. Август 2013 года

- Отец — Иван Васильевич Фокин, машинист.
- Мать — Антонина Михайловна Смелова.
- Братья — Василий и Алексей Фокины.
- Сестра ― Евдокия и Анна Фокины[4].
- Жена — Агриппина Фёдоровна Смирнова-Полетаева (1888–1955), учительница, революционер.
  - Дочь — Надежда Фокина, сотрудник Всесоюзного научно-исследовательского геологоразведочного, нефтяного института[109].
    - Внук ― Вячеслав Фокин.
      - Правнучка ― Ольга Фокина[9].

## Память
- Осенью 1919 в Брянске был сформирован батальон особого назначения им. Фокина.
- Имя Фокина с 1954 носит город Фокино Брянской области (бывший Цементный).
- Один из четырёх районов города Брянска назван в честь Фокина, в честь него названы также одна из центральных улиц и два переулка.
- На доме, где жил и работал Фокин, установлена мемориальная доска.
- В Брянске установлены два памятника Фокину: в Фокинском районе у ДК железнодорожников (скульптор И. Д. Бродский)[110] и на могиле Игната Фокина, в Семеновском сквере города Брянска в историческом центре города. 2 июня 2024 года останки Игната Фокина были перезахоронены на алее Славы Центрального кладбища города Брянска[111].
- В Людинове установлен памятник рядом с аллеей Славы.
- В 1988 году в серии Пламенные революционеры вышла повесть за авторством Юрия Когинова «Недаром вышел рано».

### Книги
- Брянский большевик (Игнат Фокин). — Брянск: Издание Брянского губбюро истпарта ВКП(б) (Типография Губернского Совета Народного Хозяйства), 1927. — С. 35.
- Щербаков Д. А., Школьников Л. З. Игнат Фокин. — Тула: Приокское книжное издательство, 1967. — С. 94.
- Яненко И. Е. Борьба большевиков за победу и упрочение Советской власти на Брянщине (март 1917 - июль 1918 гг.). — Тула: Приок. кн. изд-во, 1977. — С. 207.
- Из прошлого (революционная борьба рабочих Брянской губернии). 1896-1917 гг.. — Брянск: Бюро Истпарта Брянского Губкома (типография О.М.Х.), 1924. — С. 108.
- Горбачев О. В., Колосов Ю. Б., Крашенинников В. В., Лупоядов В. Н., Тришин А. Ф. История Брянского Края. XX век. — Клинцы: Издательство Клинцовской городской типографии, 2003. — С. 450.
- Борьба за Октябрь в Брянской губернии. — Издание Брянского Губернского Бюро Истпарта ВКП(б) и Губернской Октябрьской комиссии, 1927. — С. 64.
- Гуларян А. Б. Революционеры и жандармы в Российской провинции на материале Орловской губернии. 1894-1914 гг.. — Орёл: изд-во Орел ГАУ, 2011. — С. 166. — ISBN 978-5-93382-180-9.
- Сборник памяти Игната Фокина : (К пятилетней годовщине Октябрьской революции). — Брянск: Брянское губ. бюро Истпарта, 1922. — С. 98.

### Статьи и ссылки
- Конюхов Н. Д. К смерти тов. И. И. Фокина // Известия Брянского Уездного Исполкома Советов Рабочих, Крестьянских И Красноармейских Депутатов. — 1919. — 24 апреля (№ 84).
- Фокин Игнатий Иванович // Большая советская энциклопедия : [в 30 т.] / гл. ред.  А. М. Прохоров. — 3-е изд. — М. : Советская энциклопедия, 1969—1978.
- Киселёва Е. В. Формирование культа брянского большевика Игната Фокина (1917—1922 гг.). — Власть-общество-личность в истории России: материалы Всероссийской (с международным участием) научной конференции молодых учёных. — Смоленск : Изд-во СмолГУ, 2008. — 325-338 с.
- Соловьев Ю. П. «Перечистить Советы». Антибольшевистское восстание Брянского Красноармейского Гарнизона 12-14 Марта 1919 Года // История. Общество. Политика.. — 2020. — № 2(14). Архивировано 8 ноября 2021 года.